# Pentacalia petiolincrassata
Pentacalia petiolincrassata là một loài thực vật có hoa trong họ Cúc. Loài này được (Cabrera & Zardini) H.Beltrán mô tả khoa học đầu tiên năm 1999.